# Lachamp-Raphaël

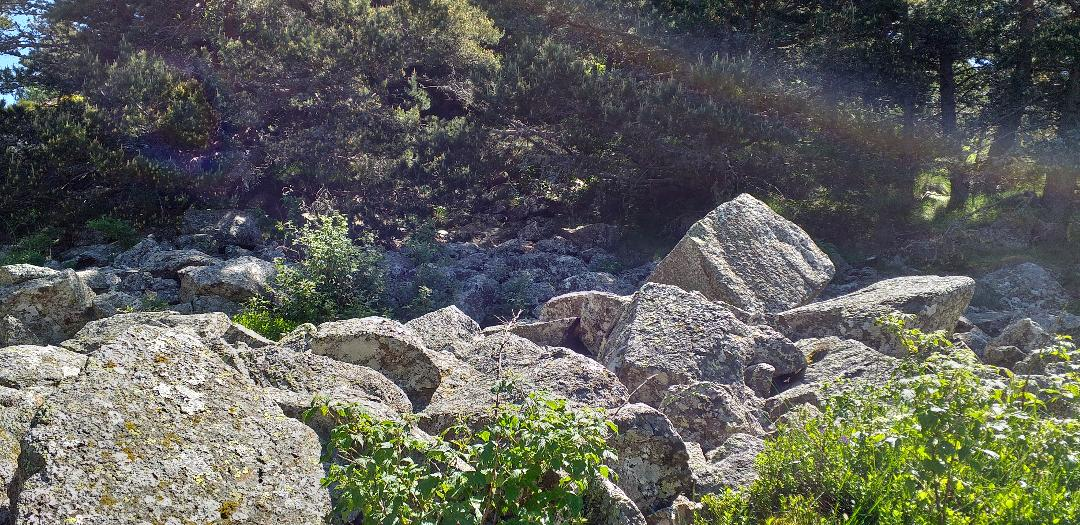
Un des "pierriers" (éboulis basaltique), avec ses blocs provenant de l'érosion du rocher; il est comme un "arrêt sur image" de la fin de la dernière glaciation (commencée il y a 110.000ans, terminée il y a 10.000ans); des blocs plus récents, aux arêtes encore vives, semblent "surnager" sur l'épaisseur du pierrier, indiquant leur chute plus récente; parmi eux, certains pourraient provenir du château de Raphaël (enceinte...).

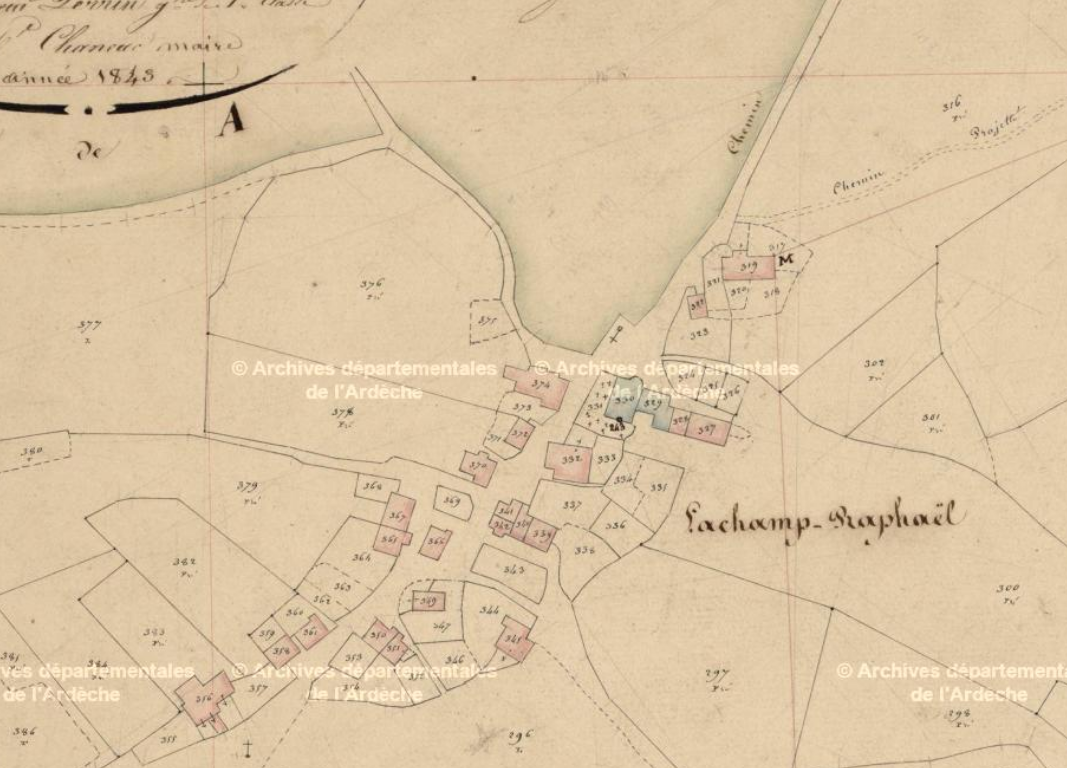
Cadastre Napoléon.En bleu, apparaît l'église de Saint Julien, alors entourée de son cimetière; village tel qu'en 1845.
L'orientation du Nord de ce plan est horizontale vers la gauche.

Lachamp-Raphaël est une commune française, située dans le département de l'Ardèche en région Auvergne-Rhône-Alpes.

## Géographie

### Localisation
Lachamp-Raphaël est le plus haut village d'Ardèche et possède au lieu-dit l'Areilladou, situé à une altitude de 1 425 mètres, une vue panoramique sur les Alpes par temps clair. La localité est sise sur l'axe routier Privas - Le Puy-en-Velay, à 30 kilomètres de Vals-les-Bains, 35 kilomètres d'Aubenas, 40 kilomètres de Privas et 55 kilomètres du Puy-en-Velay.

### Communes limitrophes
Lachamp-Raphaël est limitrophe de sept communes, toutes situées dans le département de l'Ardèche et réparties géographiquement de la manière suivante :

### Climat
Pour des articles plus généraux, voir Climat d'Auvergne-Rhône-Alpes et Climat de l'Ardèche.
En 2010, le climat de la commune est de type climat de montagne, selon une étude du CNRS s'appuyant sur une série de données couvrant la période 1971-2000. En 2020, Météo-France publie une typologie des climats de la France métropolitaine dans laquelle la commune est exposée à un climat de montagne ou de marges de montagne et est dans la région climatique Sud-est du Massif Central, caractérisée par une pluviométrie annuelle de 1 000 à 1 500 mm, minimale en été, maximale en automne.
Pour la période 1971-2000, la température annuelle moyenne est de 6,4 °C, avec une amplitude thermique annuelle de 15,9 °C. Le cumul annuel moyen de précipitations est de 1 434 mm, avec 11 jours de précipitations en janvier et 6,7 jours en juillet. Pour la période 1991-2020, la température moyenne annuelle observée sur la station météorologique de Météo-France la plus proche, « Antraigues Sa », sur la commune de Vallées d'Antraigues - Asperjoc à 11 km à vol d'oiseau, est de 12,5 °C et le cumul annuel moyen de précipitations est de 1 556,3 mm,. Pour l'avenir, les paramètres climatiques de la commune estimés pour 2050 selon différents scénarios d'émission de gaz à effet de serre sont consultables sur un site dédié publié par Météo-France en novembre 2022.

### Hydrographie
Le territoire communal est traversé par la Bourges, un affluent de la Fontolière et donc un sous-affluent en rive gauche de l'Ardèche, dans le bassin du Rhône.

## Urbanisme

### Typologie
Au 1er janvier 2024, Lachamp-Raphaël est catégorisée commune rurale à habitat très dispersé, selon la nouvelle grille communale de densité à 7 niveaux définie par l'Insee en 2022.
Elle est située hors unité urbaine et hors attraction des villes,.

### Occupation des sols
L'occupation des sols de la commune, telle qu'elle ressort de la base de données européenne d’occupation biophysique des sols Corine Land Cover (CLC), est marquée par l'importance des forêts et milieux semi-naturels (83,6 % en 2018), en diminution par rapport à 1990 (88,1 %). La répartition détaillée en 2018 est la suivante : 
forêts (47,5 %), milieux à végétation arbustive et/ou herbacée (36,2 %), prairies (16,4 %).
L'évolution de l’occupation des sols de la commune et de ses infrastructures peut être observée sur les différentes représentations cartographiques du territoire : la carte de Cassini (XVIIIe siècle), la carte d'état-major (1820-1866) et les cartes ou photos aériennes de l'IGN pour la période actuelle (1950 à aujourd'hui).

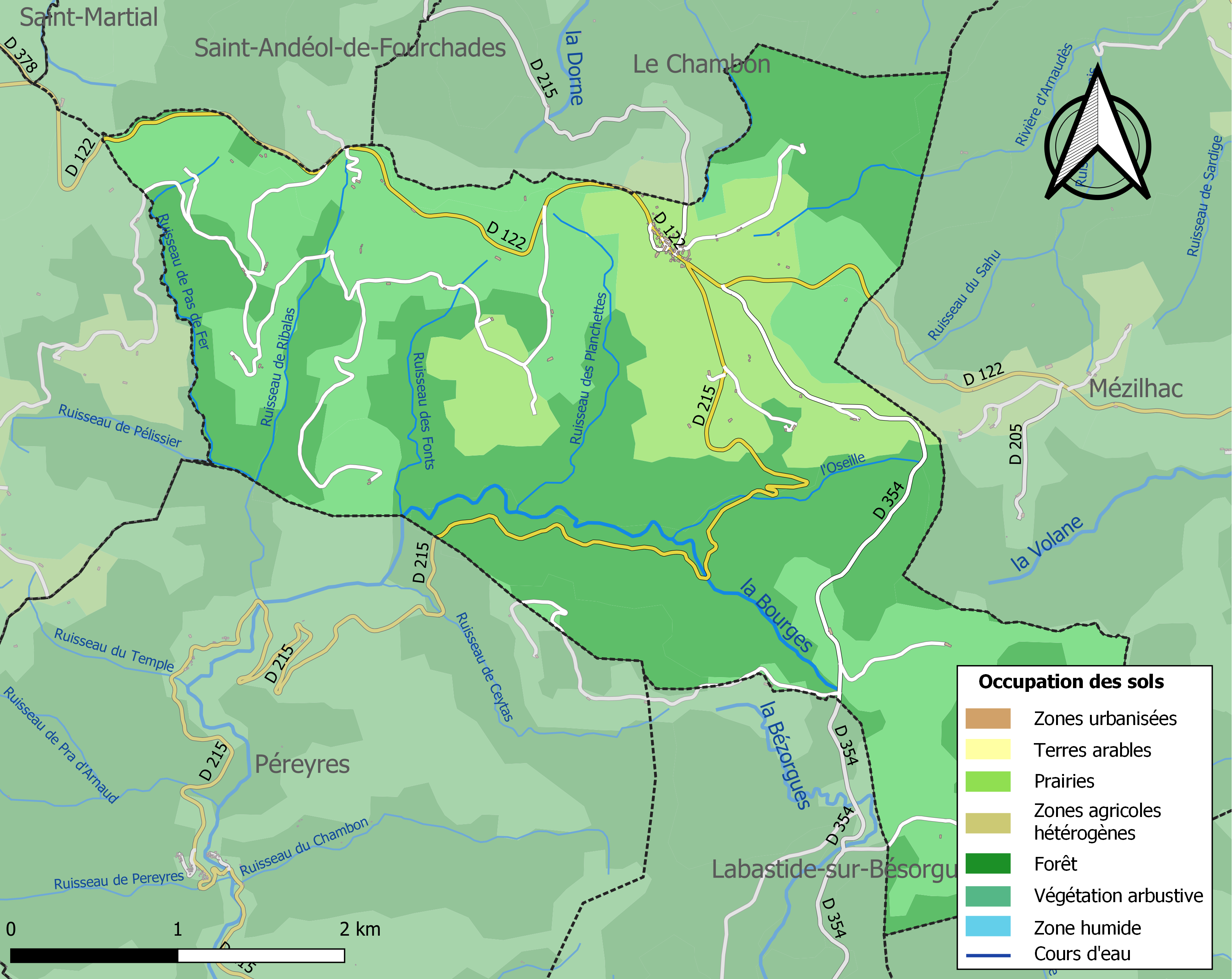
Carte des infrastructures et de l'occupation des sols de la commune en 2018 (CLC).

### Risques naturels

#### Risques sismiques
L'ensemble du territoire de la commune de Lachamp-Raphaël est situé en zone de sismicité no 2 dite faible (sur une échelle de 5), comme la plupart des communes situées sur le plateau et la montagne ardéchoise, mais non loin de limite de la zone de sismicité no 3, dite modérée, située plus à l'est et correspondant la vallée du Rhône.
| Type de zone | Niveau           | Définitions (bâtiment à risque normal) |
| ------------ | ---------------- | -------------------------------------- |
| Zone 2       | Sismicité faible | accélération = 1,1 m/s2                |

## Toponymie
"Calma Raphaëlis" cité dans les textes au XVe siècle.
"Calma" ou "Cham" = toponyme pré-gaulois pour "plateau dénudé". Transcrit très souvent par les scribes du Moyen Âge en "Champ", le nom du village "Lachamp-Raphaël" a donc hérité (confusion entre Cham et Champ), du "p" du latin "Campus" (ensuite inscrit "la Champ" sur la carte de Cassini, au XVIIIe, sous Louis XV) qui signifie "Champ cultivé", sens bien différent.

Comme le souligne Emile Arnaud dans son livre sur l'histoire du village, il faudrait écrire "Lacham-Raphaël". (Voir dans la section Histoire, ci-dessous "sources", la signification du nom du village selon Emile Arnaud). 

### Administration municipale

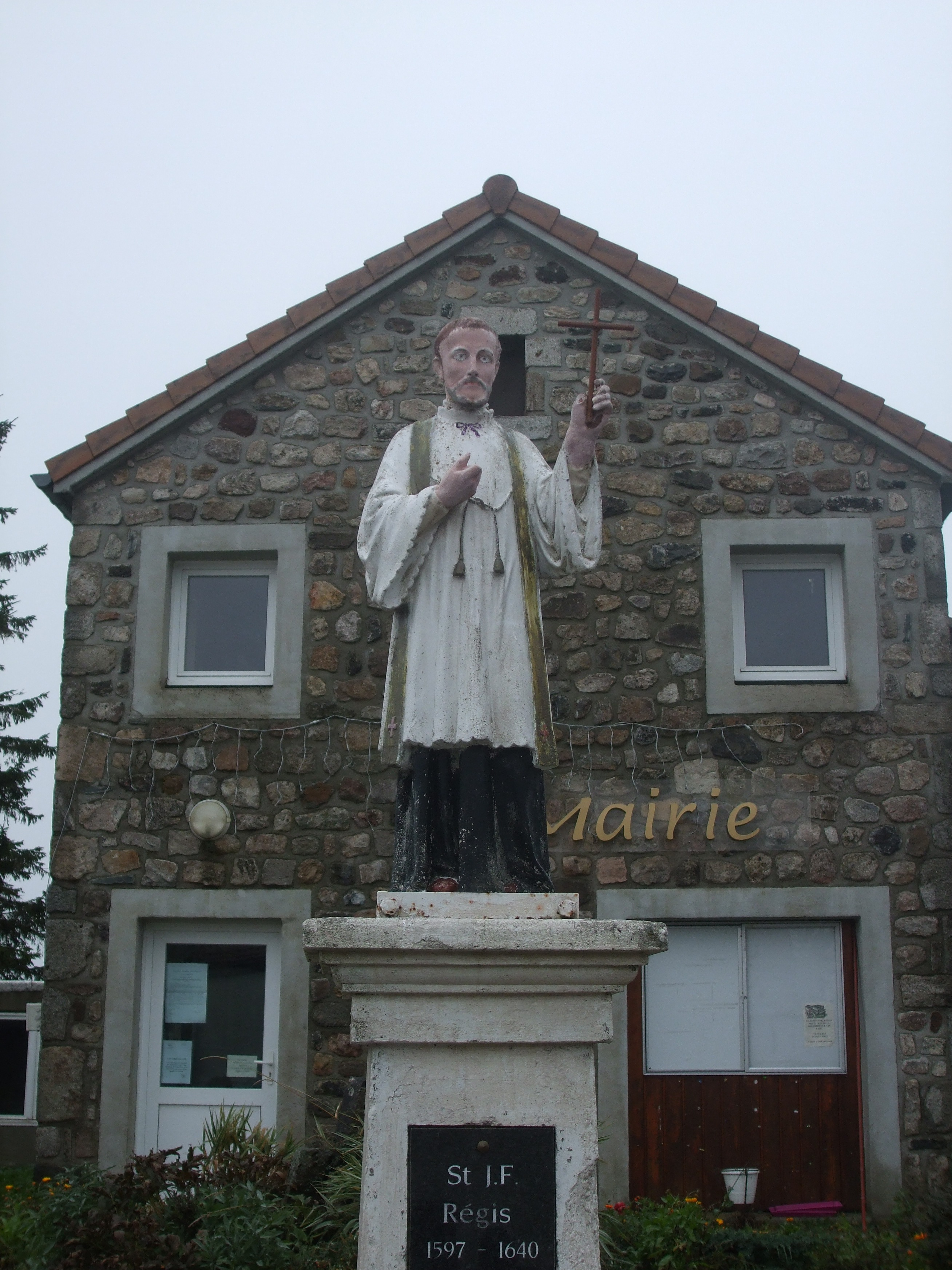
Statue de Saint Régis et mairie du village.

## Politique et administration

### Liste des maires
| Période                                  | Période                   | Identité            | Étiquette | Qualité       |
| ---------------------------------------- | ------------------------- | ------------------- | --------- | ------------- |
| Les données manquantes sont à compléter. |                           |                     |           |               |
| avant 1988                               | ?                         | Marcel Philippot    |           |               |
| juillet 2005                             | En cours (au 6 août 2020) | M. Dominique Allix, | DVG       | Fonctionnaire |

## Population et société

### Démographie
L'évolution du nombre d'habitants est connue à travers les recensements de la population effectués dans la commune depuis 1793. Pour les communes de moins de 10 000 habitants, une enquête de recensement portant sur toute la population est réalisée tous les cinq ans, les populations de référence des années intermédiaires étant quant à elles estimées par interpolation ou extrapolation. Pour la commune, le premier recensement exhaustif entrant dans le cadre du nouveau dispositif a été réalisé en 2007.

En 2022, la commune comptait 66 habitants, en évolution de −2,94 % par rapport à 2016 (Ardèche : +2,48 %, France hors Mayotte : +2,11 %).
| 1793 | 1800 | 1806 | 1821 | 1831 | 1836 | 1841 | 1846 | 1851 |
| ---- | ---- | ---- | ---- | ---- | ---- | ---- | ---- | ---- |
| 630  | 538  | 595  | 669  | 666  | 717  | 608  | 630  | 621  |

| 1856 | 1861 | 1866 | 1872 | 1876 | 1881 | 1886 | 1891 | 1896 |
| ---- | ---- | ---- | ---- | ---- | ---- | ---- | ---- | ---- |
| 600  | 552  | 626  | 606  | 570  | 596  | 590  | 535  | 505  |

| 1901 | 1906 | 1911 | 1921 | 1926 | 1931 | 1936 | 1946 | 1954 |
| ---- | ---- | ---- | ---- | ---- | ---- | ---- | ---- | ---- |
| 456  | 487  | 503  | 414  | 349  | 356  | 327  | 351  | 305  |

| 1962 | 1968 | 1975 | 1982 | 1990 | 1999 | 2006 | 2007 | 2012 |
| ---- | ---- | ---- | ---- | ---- | ---- | ---- | ---- | ---- |
| 265  | 227  | 184  | 157  | 115  | 117  | 93   | 89   | 79   |

| 2017 | 2022 | - | - | - | - | - | - | - |
| ---- | ---- | - | - | - | - | - | - | - |
| 63   | 66   | - | - | - | - | - | - | - |

### Enseignement
La commune est rattachée à l'académie de Grenoble.

### Médias
La commune est située dans la zone de distribution de deux organes de la presse écrite :
- L'Hebdo de l'Ardèche

Il s'agit d'un journal hebdomadaire français basé à Valence et diffusé à Privas depuis 1999. Il couvre l'actualité de tout le département de l'Ardèche.
- Le Dauphiné libéré

Il s'agit d'un journal quotidien de la presse écrite française régionale distribué dans la plupart des départements de l'ancienne région Rhône-Alpes, notamment l'Ardèche. La commune est située dans la zone d'édition d'Aubenas.

### Cultes
La communauté catholique et l'église paroissiale (propriété de la commune) de Lachamp-Raphaël sont rattachées à la paroisse Saint Roch en Pays de Vals qui, elle-même, dépend du diocèse de Viviers.

## Culture locale et patrimoine

### Lieux et monuments

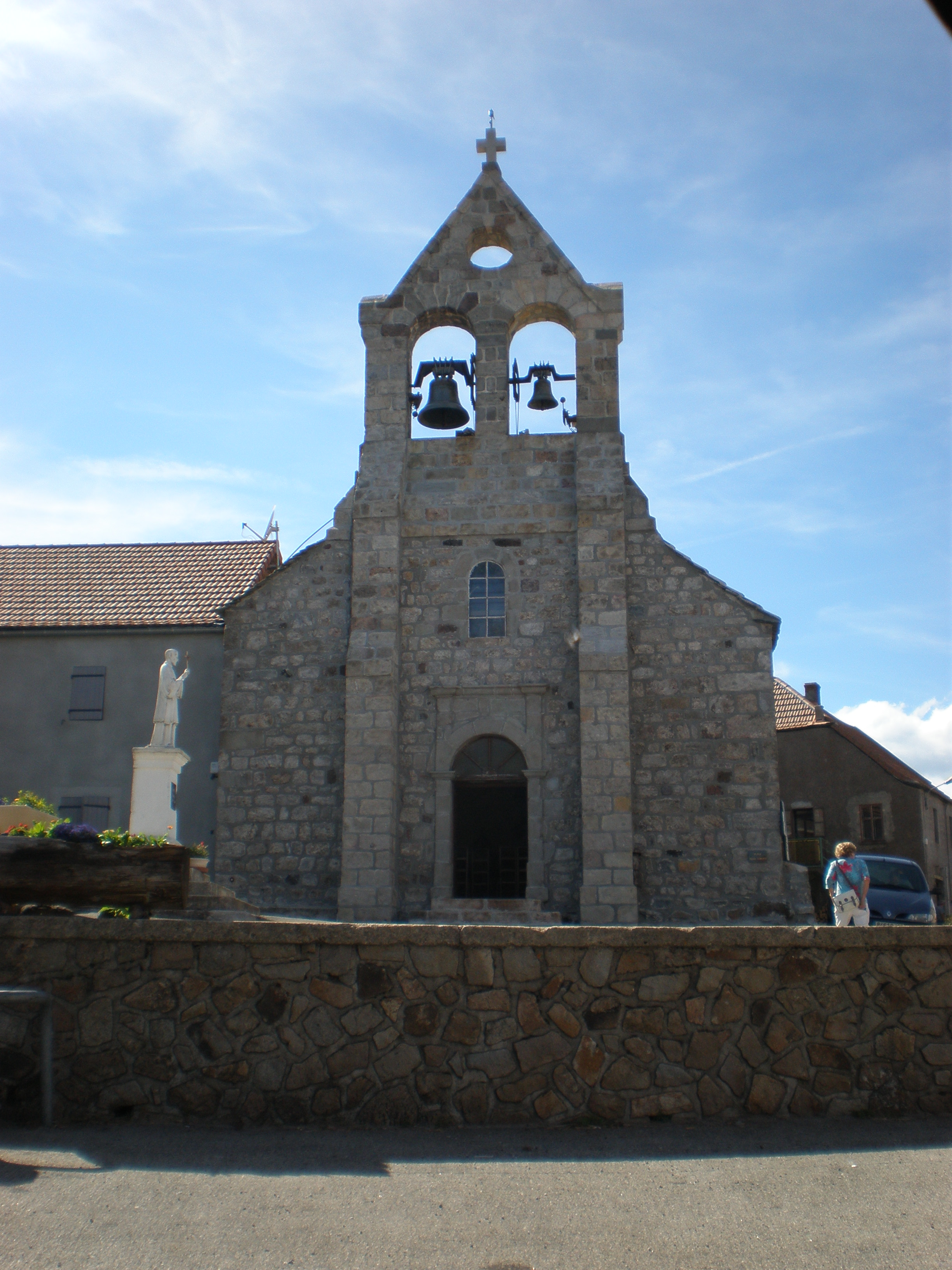
L'église de Lachamp-Raphaël.

- L'église Saint-Julien de Lachamp-Raphaël, la petite cloche, du XVIe, est classée.
- Le suc de Montivernoux, culminant à 1 446 mètres, surmonte le village à 600 mètres au sud-est de ce dernier.
- Station de ski de fond de l'Areilladou.
- Le Château de Raphaël, auparavant situé à près d'un km au nord-est du village, est mentionné dans les textes dès le XIIe siècle. Fief féodal perché sur le Rocher de Raphaël (1307m), il comportait vraisemblablement une seule tour (ou "donjon") quadrangulaire de près de 10m de long, dont 3 des parois furent directement excavées, au sommet, dans la roche basaltique (creusée par endroit jusqu'à près de 2m de profondeur).

### Héraldique
|  | Lachamp-Raphaël possède des armoiries dont l'origine et le blasonnement exact ne sont pas disponibles. |